# Retevoiești
Retevoiești – wieś w Rumunii, w okręgu Ardżesz, w gminie Pietroșani. W 2011 roku liczyła 1657 mieszkańców.